# أوبن دي سويد فارجاردا - سباق الطريق 2013
أوبن دي سويد فارجاردا - سباق الطريق 2013 هو سباق دراجات هوائية، وهو الموسم رقم 8 من أوبن دي سويد فارجاردا - سباق الطريق، وأقيم في 18 أغسطس 2013 ضمن سباقات كأس العالم لسباق الدراجات على الطريق للسيدات 2013.
فاز بالمركز الأول ماريان فوس، وبالمركز الثاني إيما جوهانسون، وبالمركز الثالث ايمي بيترز.

## التصنيف العام النهائي
| التصنيف العام          | التصنيف العام      | التصنيف العام    | التصنيف العام                | التصنيف العام |
| العداء                 | العداء             | البلد            | الفريق                       | الوقت         |
| ---------------------- | ------------------ | ---------------- | ---------------------------- | ------------- |
| 1                      | ماريان فوس         | هولندا           | ليف ريسينغ ‏                  | 3 س 26 د 41 ث |
| 2                      | إيما جوهانسون      | السويد           | Liv AlUla Jayco ‏             | + 0 ث         |
| 3                      | ايمي بيترز         | هولندا           | فريق سنويب للسيدات ‏          | + 0 ث         |
| 4                      | Ellen van Dijk     | هولندا           | كانيون–إس آر إيه إم ‏         | + 0 ث         |
| 5                      | أنا فان دير بريغين | هولندا           | Sengers Ladies Cycling Team ‏ | + 25 ث        |
| 6                      | إيفلين ستيفنز      | الولايات المتحدة | كانيون–إس آر إيه إم ‏         | + 48 ث        |
| 7                      | روكسان كنيتيمان    | هولندا           | ليف ريسينغ ‏                  | + 1 د 22 ث    |
| 8                      | روسيلا راتو        | إيطاليا          | تيم كوب هايتك بوردكتس ‏       | + 1 د 22 ث    |
| 9                      | Loes Gunnewijk ‏    | هولندا           | Liv AlUla Jayco ‏             | + 1 د 22 ث    |
| 10                     | جورجيا برونزيني    | إيطاليا          | Wiggle High5 Pro Cycling ‏    | + 2 د 03 ث    |
| مصدر: Cycling Quotient |                    |                  |                              |               |